# Le Rêve de Bobby
Pour les articles homonymes, voir Radio Flyer.
Pour plus de détails, voir Fiche technique et Distribution.
Le Rêve de Bobby (Radio Flyer) est un film américain réalisé par Richard Donner et sorti en 1992.
Le scénario est signé David M. Evans, qui devait initialement être également réalisateur. Il sera finalement renvoyé et remplacé par Richard Donner. Le film reçoit des critiques globalement négatives et est un échec commercial.

## Synopsis
Mike, père de deux garçons, observe ses enfants et se remémore un passage difficile de son enfance. À la fin des années 1960, sa mère Mary s'installe en Californie après son divorce. Mike a alors 11 ans alors que son petit-frère Bobby est âgé de 8 ans. Mary s'est remariée avec « le King », un mécanicien alcoolique. Dès que Mary a le dos tourné, il bat le petit Bobby, qui n'ose rien dire à sa mère. Pour soustraire Bobby aux mauvais traitements de cet homme, un plan germe alors dans l'esprit des enfants. S'inspirant de l'histoire d'un enfant qui s'est autrefois envolé en se jetant du haut d'une falaise dans un wagonnet à roulettes, ils décident de rééditer cet exploit, prêts à tout pour fuir la violence du King.

## Fiche technique
Sauf indication contraire, les informations mentionnées dans cette section peuvent être confirmées par la base de données cinématographiques IMDb,  présente dans la section « Liens externes ».
- Titre francophone : Le Rêve de Bobby
- Titre français alternatif : La Grande idée (TV)[1],[2]
- Titre original : Radio Flyer
- Réalisation : Richard Donner
- Scénario : David M. Evans
- Musique : Hans Zimmer
- Photographie : László Kovács
- Montage : Stuart Baird
- Production : Lauren Shuler Donner, Michael Douglas et David M. Evans
- Sociétés de production : Stonebridge Entertainment et Donner/Shuler-Donner Productions
- Distribution : Columbia Pictures
- Pays d'origine :  États-Unis
- Genre : comédie dramatique, fantastique
- Durée : 114 minutes
- Dates de sortie[3] : 
  - États-Unis : 21 février 1992
  - France : 12 octobre 2004 (en vidéo)
- Classification[4] :
  - États-Unis : PG-13

## Distribution
- Lorraine Bracco (VQ : Anne Bédard) : Mary
- John Heard (VQ : Benoit Rousseau) : Jim Daugherty
- Adam Baldwin (VQ : Éric Gaudry) : Jack / le « King »
- Elijah Wood (VQ : Nicolas Pensa) : Mike
- Joseph Mazzello (VQ : Sabrina Germain) : Bobby
- Ben Johnson (VQ : Jean Brousseau) : Geronimo Bill
- Sean Baca (VQ : Jacques Lussier) : Fisher
- Noah Verduzco (VQ : Sébastien Thouny) : Victor Hernandez
- Tom Hanks (VQ : Bernard Fortin) : Mike, adulte (voix - non crédité)
- Coleby Lombardo : un ami

## Production
Le script de David M. Evans était initialement plus violent et axé sur les abus sur enfants. Le scénariste fait initialement ses grands débuts de réalisateur. Un premier groupe d'acteurs est alors engagés : Rosanna Arquette dans le rôle de Mary, Tomas Arana dans le rôle du King et Luke Edwards et James Badge Dale dans le rôle des deux garçons. Un budget d'environ 18 millions est alors arrêté, après la suppression de certaines séquences à effets spéciaux. Le tournage débute en juin 1990. Cependant, après 10 jours de tournage et après le visionnage des rushes, le producteur Michael Douglas est déçu et décide de stopper la production, ce qui aurait engendré une perte de 5 millions de dollars. Il fait alors appel à un réalisateur plus expérimenté, Richard Donner. Sa femme Lauren Shuler Donner rejoint elle aussi le projet comme productrice. David M. Evans reste attaché au film comme producteur exécutif. Le script est par ailleurs remanié à la suite du changement de réalisateur avec notamment une atténuation de la violence et une suppression de la plupart des élements fantastiques. Après des changements d'acteurs, le film tournage reprend  en octobre 1990,.
Le tournage a donc lieu d'octobre 1990 à février 1991. Il se déroule en Californie, notamment à Novato, Los Angeles, sur la Hamilton Air Force Base ou encore à Columbia.

## Accueil
Sur le site de Télé-Loisirs, on peut lire « Un récit d'enfance martyre, émouvant et plein de délicatesse. Maître du cinéma d'action avec la série des Arme fatale, Richard Donner montre une autre facette de son talent avec ce film inédit, joliment interprété par Elijah Wood. »

## Clin d'œil
Devant un cinéma, on peut voir l'affiche de X-15, tout premier film réalisé par Richard Donner.

## Roman
Renvoyé de son poste de réalisateur, le scénariste David M. Evans publiera quelques années plus tard The King of Pacoima, un roman basé sur sa vision initiale du script du film.